# 小松菜奈
小松菜奈（日语：／ Komatsu Nana */?，1996年2月16日—），日本女演員、模特兒，東京都出身，隸屬星塵傳播經紀公司。2014年，以電影《渴望。》獲得注目。

## 經歷
2008年，小松以平面模特兒之姿於《nico☆puchi》雜誌出。其後發展重心亦為模特兒，登上各家青少年雜誌。2014年，以新人身分參加個人生涯第一部長篇電影《渴望。》的徵選會並成功獲選，飾演片中役所廣司的女兒「加奈子」一角，並以此片獲得報知電影獎、日本電影金像獎和每日電影獎等各大新人獎，開始獲得廣泛關注。同年，飾演電影《近距離戀愛》中的女主角。2015年，小松成為時尚品牌Chanel的品牌大使。
2021年11月15日，所屬事務所宣布與菅田將暉結婚，2023年，小松成為Chanel 2023-2024年秋冬成衣系列的代言人，成為第一位擔任奢華品牌系列代言人的日本人。

## 人物
身高168公分、血型O型、星座水瓶座。雙親分別是佐賀縣與沖繩縣人。家中除了爸媽外還有兩位哥哥。日本本州山梨縣內的帝京第三高中畢業，高中曾是啦啦隊隊員。
與同是模特兒的Emma感情很好，曾一起去韓國旅行，彼此的暱稱為「えまなな」(Emma Nana)。與演員杉咲花、奈緒是私下的朋友，另一位感情很好的圈內好友為清野菜名，因菜名的日文音同菜奈，故彼此常稱對方為「こっちゃん」（小松）、「せっちゃん」（清野）。

## 戲劇演出

### 電影
- 音樂連動企畫 シャボン玉（2010年，にほんのうた実行委員会） - ナナ[7]
- 短篇電影 我回來了。（日语：ただいま。 (映画)）（2013年9月28日，コトリフィルム） - 主演・スミレ[8]
- 渴望。（2014年6月27日，ギャガ） - 主演 藤島加奈子[9][10]
- 近距離戀愛（2014年10月11日，東寶） - 樞木潤希[11]
- 預告犯（2015年6月6日，東寶） - 楓
- 爆漫王。（2015年10月3日，東寶） - 亜豆美保[12]
- 我才不會對黑崎君說的話言聽計從（2016年2月27日） - 赤羽由宇
- Hero Mania-生活-（日语：生活 (漫画)）（2016年5月7日，東映/日活） - 寺澤香織
- 失序男孩（2016年5月21日） - 那奈[13]
- 溺水小刀（2016年11月5日） - 主演 望月夏芽（菅田將暉雙主演）
- 明天，我要和昨天的妳約會（2016年12月17日，東寶） - 主演 福壽愛美
- 沉默（2016年11月29日）- 莫妮卡
- JOJO的奇妙冒險:不滅鑽石（2018年1月5日） - 山岸由花子
- 坂道上的阿波羅（2018年3月10日）- 迎律子
- 愛在雨過天晴時（戀如雨止） （2018年5月25日） - 主演 橘晶
- 來了（日语：ぼぎわんが、来る#映画） （2018年12月7日） - 比嘉真琴[14]
- 馬拉松武士（日语：幕末まらそん侍#映画） （2019年2月22日） - 雪姫[15]
- 再見了，唇（日语：さよならくちびる） （2019年5月31日） - 主演 蕾歐[16]
- 閉鎖病棟（日语：閉鎖病棟 Closed Ward） （2019年11月1日） - 由紀[17]
- 櫻（日语：さくら_(西加奈子の小説)#実写映画）（2020年11月13日） - [18]
- 糸（日语：糸 (映画)）（2020年8月21日） - 主演 園田葵[19]
- 戀愛寄生蟲（日语：恋する寄生虫 (映画)）（2021年11月12日） - 主演 佐薙聖[20]
- 月影（日语：ムーンライト・シャドウ (映画)）（2021年9月10日） - 主演 さつき[21]
- 餘命10年（日语：余命10年 (映画)）（2022年3月4日） - 主演 高林茉莉[22]
- 8號出口（2025年8月29日）

### 電視劇
- 近距離戀愛〜Season Zero〜 第12話（2014年10月11日，日本電視台） - 樞木潤希
- 給夢的女孩（日语：夢を与える#テレビドラマ）（2015年5月16日 - 6月6日，WOWOW） - 主演・阿部夕子[23]
- 我才不會對黑崎君說的話言聽計從（2015年12月22日 - 23日） - 赤羽由宇
- Thrill〜紅之章・黑之章〜（NHK） - 中野瞳
  - 紅之章〜警視廳庶務科瞳的破案筆記（2017年2月22日） - 主演
  - 黑之章〜律師・白井真之介的大災難（2017年2月26日）

### 網路連續劇
- 高台家的成員 (2016年6月) - 深丸由布子 (主演)

## 廣告

### 電視廣告
- Wao Corporation 個別指導Axis（2009年3月 - 2010年3月）
- 東京建物 東武鐵道 ブリリア有明スカイタワー（2010年1月 - 9月）
- Panasonic Mobile Communications
  - P-07C（2011年6月 - 2012年6月）
  - P-02D（2011年11月 - 2012年11月）
- 資生堂
  - FWB（2012年12月 - ）
  - INTEGRATE（2015年3月 - ）
- JR東日本ウォータービジネス FROM AQUA（2013年3月 - ）[24][25]
- NTT DOCOMO dビデオ（2013年8月 - ）[26][27]
- 大發工業株式會社 大發Move（2014年12月 - ）
- 京都きもの友禅（2014年12月 - ）
- 朝日飲料 三矢蘇打（2015年3月 - ）[28][29]
- LINE LINE MUSIC（2015年）[30]
- LOTTE スイーツデイズ 乳酸菌ショコラ（2015年10月 - ）[31][32]

### 平面廣告
- 芬蘭航空 オーロラキャンペーン（2011年 - 2012年）
- LaQua（2011年 - 2012年）
- アイレ ネオサイトワンデー シエル（2014年 - ）

## 型錄
- haco. 「FELISSIMO」（2010年2月 - ）
- Nissen（2010年4月 - ） 
  - 「Petit Berry」
  - 「レディース」
- ファッションウォーカー 「musse」（2010年7月 - ）
- キャン 「SM2」（2010年10月 - ）
- 千總 「ふりそで夢立花」（2011年1月 - ）
- 倍美從（2011年9月 - ） 
  - 「ハートダイアリー」
  - 「ライフスタイルインテリア」
- mercibeaucoup,（2011年11月 - ）
- CAROLINA GLASER（2012年1月 - ）
- W.P.C&Zippag（2012年2月 - ）
- AGAINST（2012年2月 - ）

## 音樂錄影帶
- 《My Brand New Story》石井杏奈（2009年10月14日）
- 《君と羊と青》RADWIMPS （2011年3月9日）
- 《あいという》plenty（日语：plenty）（2011年12月7日）
- 《自由嚮導》椎名林檎 （2012年5月16日）
- 《コンビニエ!ンスハネムーン》Chatmonchy （2012年9月12日）
- 《Goodtime》SALU（日语：SALU）（2014年5月21日）[33]
- 《SNOW SMILE》清水翔太（2014年11月12日）[34]
- 《Yeah! Yeah! Yeah!》androp（日语：androp）
- 《天真有邪》林宥嘉 （2016年6月16日）
- 《お別れの歌》never young beach（2016年12月9日）
- 《花cherie》Nissy（2017年4月19日）
- 《Something just like this》The Chainsmokers & Coldplay （2017年5月25日）
- 《メトロ》JUJU（2018年10月31日）[35]
- 《そっけない》RADWIMPS（2018年11月13日）
- 《Ain't Nobody Know》星野源（2020年1月16日）
- 《今 逢いに行く》Uru（2020年7月31日）
- 《Rollerskates》End of the World（2020年11月26日）
- 《踊り子》Vaundy（2021年11月16日）

## 寫真集

### 平面寫真集
- 銀河-美少女ロット（2010年，河出書房新社）ISBN 978-4309908939
- 18 : 小松菜奈 first photo book（2014年，双葉社）ISBN 978-4575307504
- 雪の国の白雪姫：写真詩集（詩・谷川俊太郎／写真・tsukao、2014年）ISBN 978-4865061000
- Trabzon（2016年、SDP）ISBN 978-4906953356

### 數位寫真集
- PROTO STAR 小松菜奈
- PROTO STAR 小松菜奈 vol.2～vol.8

## 獎項
| 年度   | 大獎                 | 獎項                        | 作品                                                                                                 | 結果 |
| ------ | -------------------- | --------------------------- | --- | ---- |
| 2014年 | 第39回報知電影獎     | 新人賞                      | 《渴望。》                                                                                           | 獲獎 |
| 2015年 | 第38屆日本電影學院獎 | 新人俳優賞                  | 《渴望。》                                                                                           | 獲獎 |
| 2015年 | 第69回每日電影獎     | 新人賞                      | 《渴望。》                                                                                           | 獲獎 |
| 2016年 | 第27回東京國際寶飾展 | 日本最佳珠寶佩戴獎-10代部門 | 不適用                                                                                               | 獲獎 |
| 2016年 | 第27回TAMA電影獎     | 最優秀新進女優賞            | 《ディストラクション・ベイビーズ》《我才不會對黑崎君說的話言聽計從》《爆漫王。》《生活》             | 獲獎 |
| 2016年 | 第38回橫濱電影節     | 最優秀新人賞                | 《ディストラクション・ベイビーズ》                                                                   | 獲獎 |
| 2016年 | 第90回電影旬報十佳獎 | 新人女優賞                  | 《溺水小刀》《ディストラクション・ベイビーズ》《我才不會對黑崎君說的話言聽計從》《Hero Mania-生活-》 | 獲獎 |
| 2019年 | 第44回報知電影獎     | 助演女優賞                  | 《來了》、《閉鎖病棟 -各自的早晨-》                                                                  | 獲獎 |
| 2019年 | 第41回橫濱電影節     | 主演女優賞                  | 《再見了，唇》                                                                                       | 獲獎 |
| 2019年 | 第43屆日本電影學院獎 | 優秀助演女優賞              | 《閉鎖病棟 -各自的早晨-》                                                                            | 獲獎 |

## 外部連結
- 星塵傳播官方網站 （页面存档备份，存于）
- 小松菜奈的Ameba部落格（日語）
- 3年B組School girl BLOG （页面存档备份，存于）
- 小松菜奈的Instagram帳戶